# Adolfo Canepa
Adolfo John Canepa (ur. 17 grudnia 1940 w Londynie) – gibraltarski polityk. Były przewodniczący Stowarzyszenia na Rzecz Rozwoju Praw Obywatelskich, szef ministrów Gibraltaru od 8 grudnia 1987 do 25 marca 1988 roku, lider opozycji.
Od 2012 roku spiker Parlamentu Gibraltaru. 1 kwietnia 2014 roku mianowany na urząd burmistrza Gibraltaru.